# Trappe à carburant

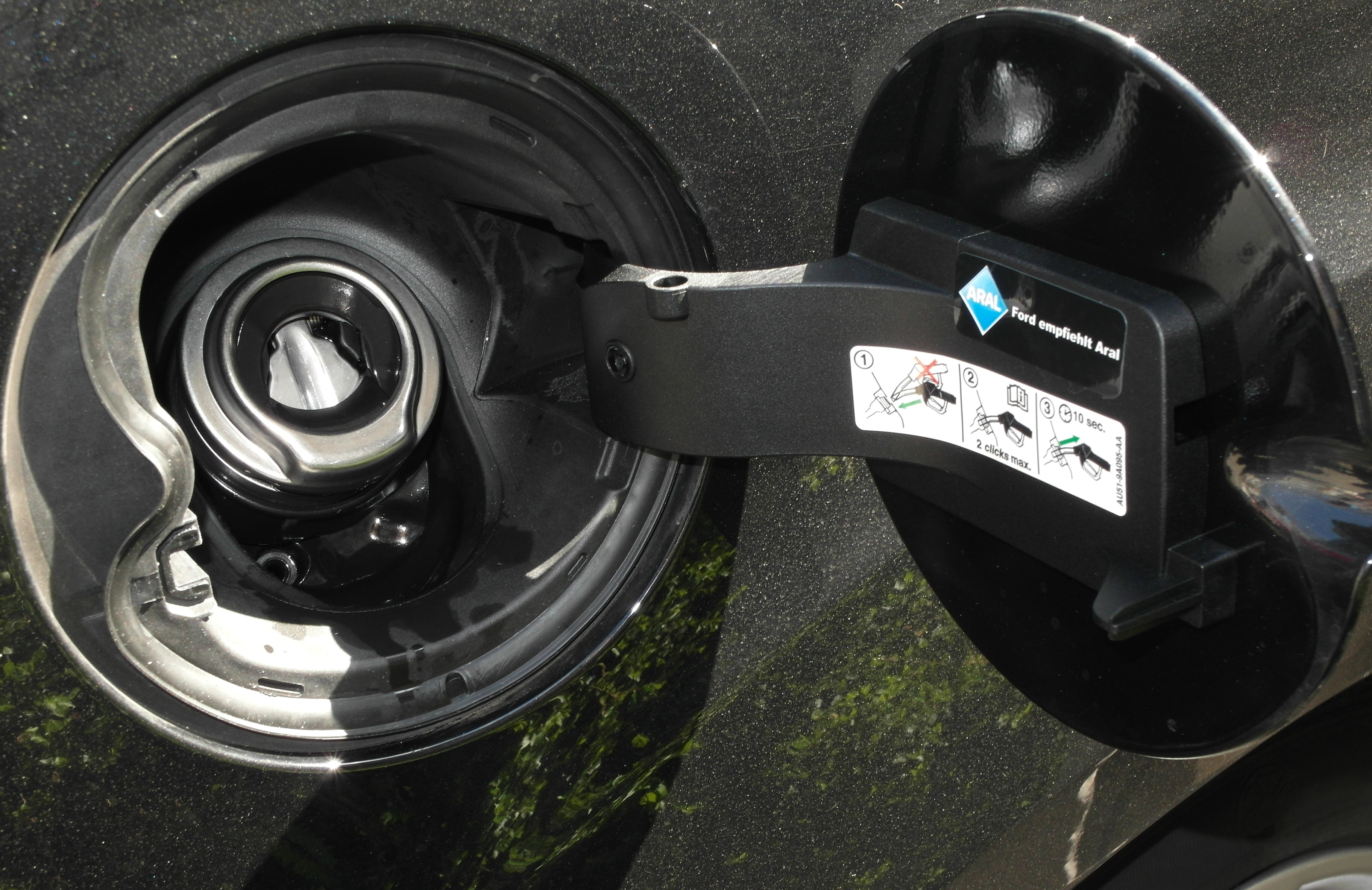
Trappe à essence ouverte

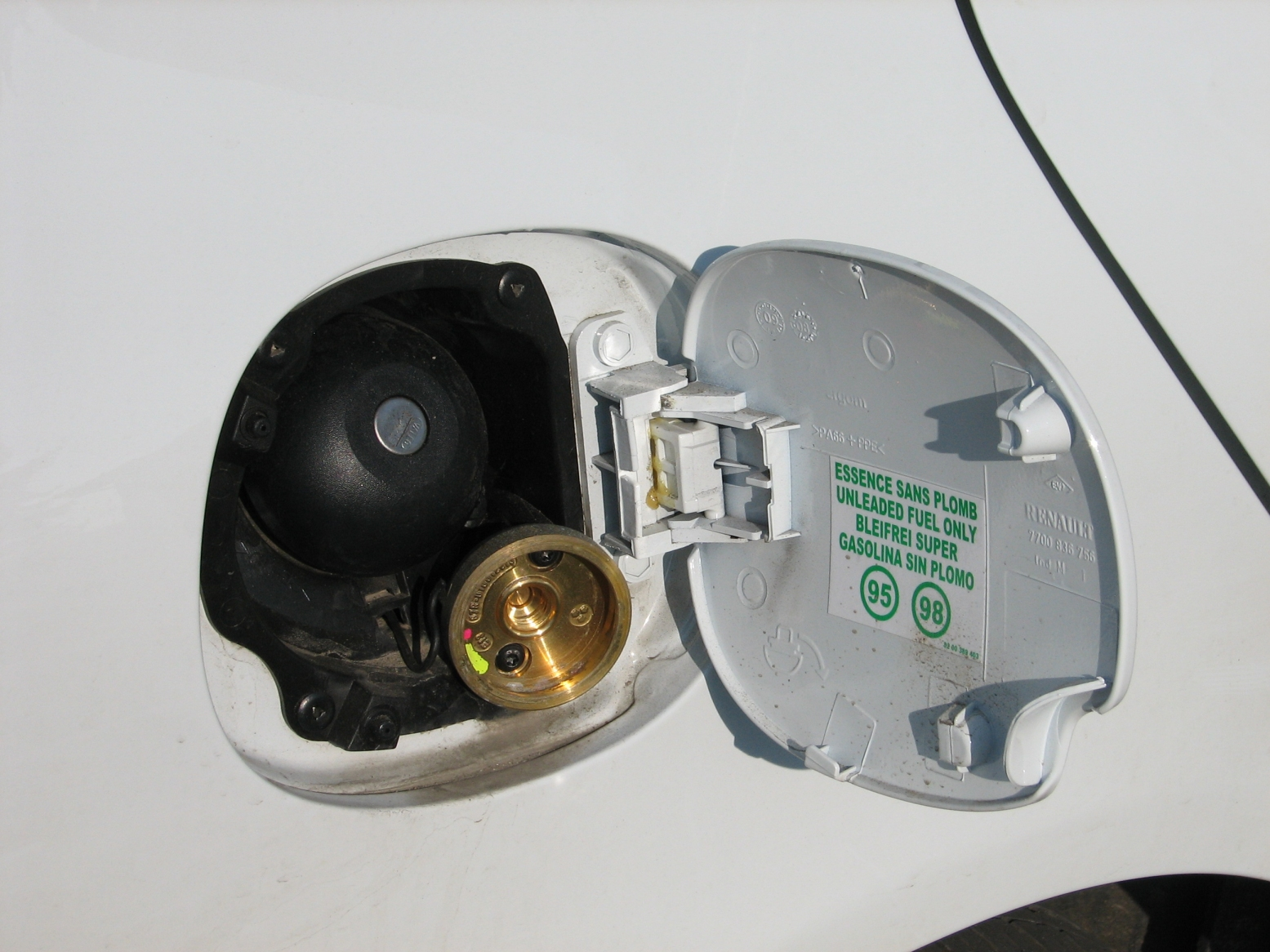
Trappe d'un véhicule hybride essence/GPL

Une trappe à essence, également trappe d'essence, trappe essence ou trappe à carburant, est un dispositif mécanique disposé sur un véhicule automobile pour masquer le conduit fermé par un bouchon qui sert au remplissage du réservoir à carburant.

## Caractéristiques
Elle peut être équipée d'une serrure pour éviter le vol de carburant. L'intérieur de la trappe indique parfois le type de carburant, pour éviter des erreurs (essence au lieu de gazole par exemple).

## Emplacement

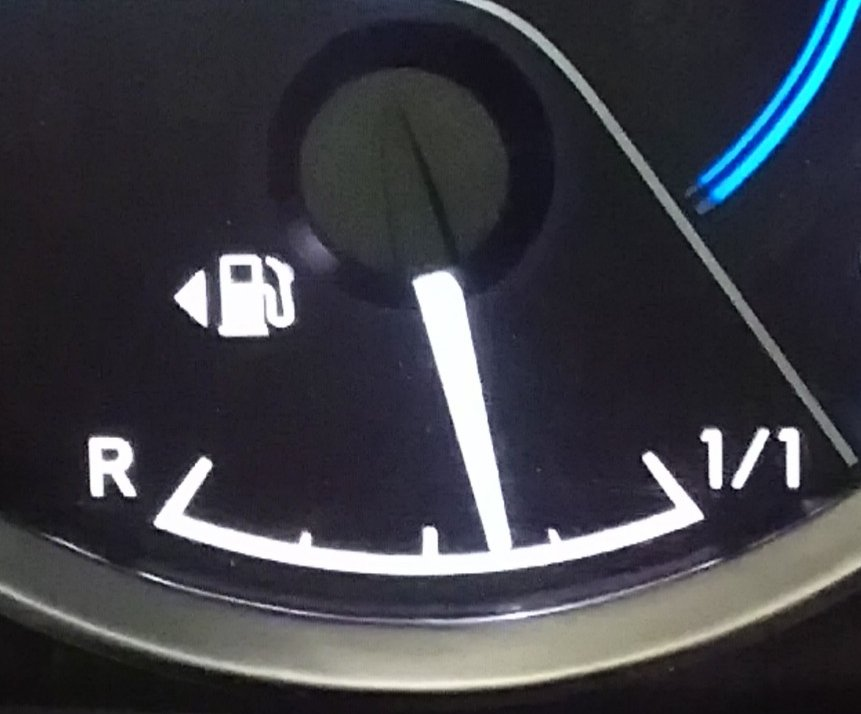
Jauge à carburant indiquant le côté de la trappe à essence (flèche à gauche)

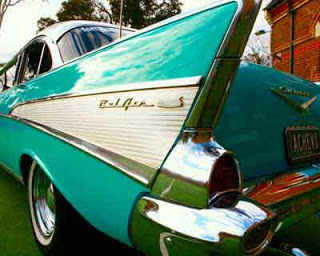
Chevrolet Bel Air 1957, la trappe à essence est dissimulée dans l'aile arrière gauche

Il n'y a pas de normalisation pour l'emplacement de la trappe, qui se trouve cependant côté conducteur dans la majorité des cas. Normalement le pictogramme du tableau de bord indique le côté de la trappe, mais il existe des exceptions. Chez certains modèles de constructeurs américains dans les années 1970 comme Chrysler, ou encore sur la Peugeot 404, la trappe à essence était située à l'arrière, cachée sous la plaque d'immatriculation. Sur la Chevrolet Bel Air modèle 1957 et la Peugeot 203 la trappe à essence était cachée au-dessus du phare arrière gauche, ou encore sur la DeLorean DMC-12 où la trappe est située en dessous du capot.
La Lamborghini Espada présente la particularité d'avoir deux trappes à essence, une de chaque côté, ce qui permet de faire le plein aussi bien à gauche qu'à droite.
L’emplacement de la trappe dépend principalement du sens de circulation (à gauche ou à droite). Les voitures destinées au marché européen (à l’exception de la Grande-Bretagne), la trappe est généralement à droite, tandis que sur les modèles destinés au marché asiatique, la trappe est généralement à gauche. Il ne s’agit toutefois pas d’une règle absolue, mais d’une tendance. Aujourd’hui, les exceptions sont nombreuses. L’explication est la suivante: en Suisse, si un véhicule tombe en panne de carburant, le conducteur peut s’arrêter sur le bord droit d’une route très fréquentée et faire le plein avec un bidon sur la droite du véhicule, sans se mettre en danger. En outre, à la station-service, il est plus facile pour le conducteur de sortir de son véhicule si la trappe à essence se trouve du côté opposé; il peut alors se garer relativement près de la pompe en cas d’espace restreint . Contrairement au volant et au pédalier, le côté de la trappe à essence n’est généralement pas changé lors de l’exportation dans des pays où le sens de circulation est «inversé».